# Berge Stahl
Berge Stahl je norveška ladja na razsuti tovor (bulker). Do prihoda MS Vale Brasil leta 2011 je bila največja ladja na razsuti tovor na svetu. Trenutno je registrirana na Norveškem, prej je bila registrirana v Liberiji. Lastnik ladje je singapurski BW Group.
Berge Stahl ima nosilnost 364 767 metričnih ton. Zgradilo jo je južnokorejsko podjetje Hyundai Heavy Industries  leta 1986 . Dolga je 342 metrov, širok 63,5 metrov in ima ugrez 23 metrov.
Za pogon ima en 9 metrov visok dizelski motor MAN B&W 7L90MCE, s 27610 KM (20,59 MW), ki poganja en propeler. Največja hitrost je 13,5 vozlov.
Zaradi velikosti je omejena le na nekaj pristanišč na svetu. Če ni polno naložena lahko uporablja več pristanišč. Po navadi tovori rudo od Terminal Marítimo de Ponta da Madeira v Braziliji do Rotterdamskega pristanišča, Nizozemska. Na leto naredi 10 takih izletov, vsak povratni izlet traja pet tednov.
Natovarjanje ladje (365 000 ton tovora) traja 35 ur, hitrost natovarjanja je okrog 3 tone železove rude na sekundo.
Plovba od Brazilije do Nizozemske traja okrog 14 dni.